# Phil Lynott

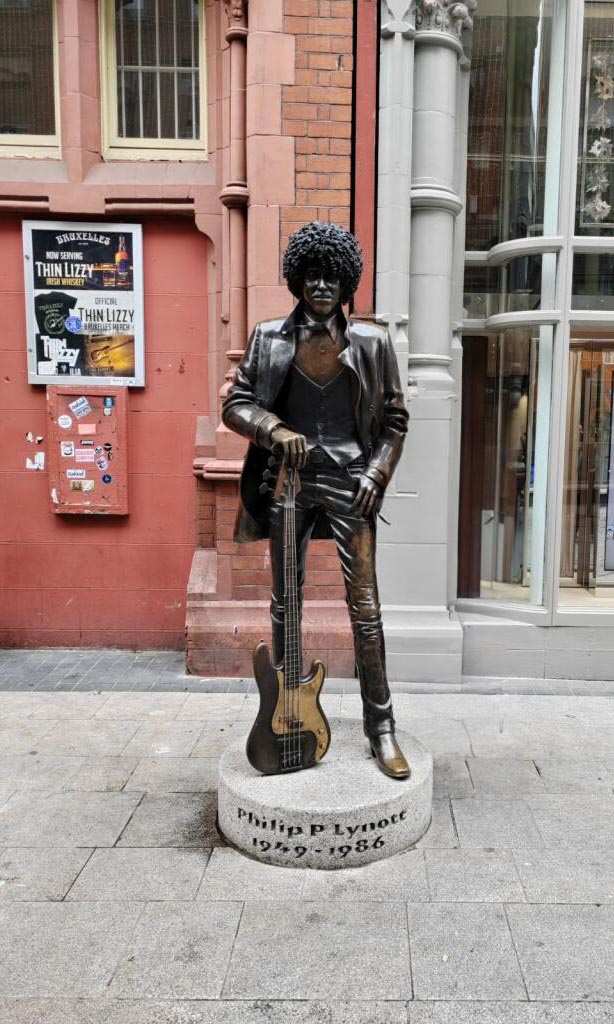
Statue de Phil Lynott à Dublin.

Philip Parris Lynott (20 août 1949 – 4 janvier 1986) est un musicien irlandais, chanteur et bassiste du groupe de hard rock Thin Lizzy.
Personnalité à part dans le paysage musical des années 1970 et 1980, il a marqué le monde de la musique rock et hard rock par la finesse et l'intelligence de ses textes et de ses arrangements musicaux. À la tête du célèbre Thin Lizzy, il a emmené le hard rock de son groupe flirter aux frontières de la soul et de la musique celtique.

## Biographie

### Jeunesse

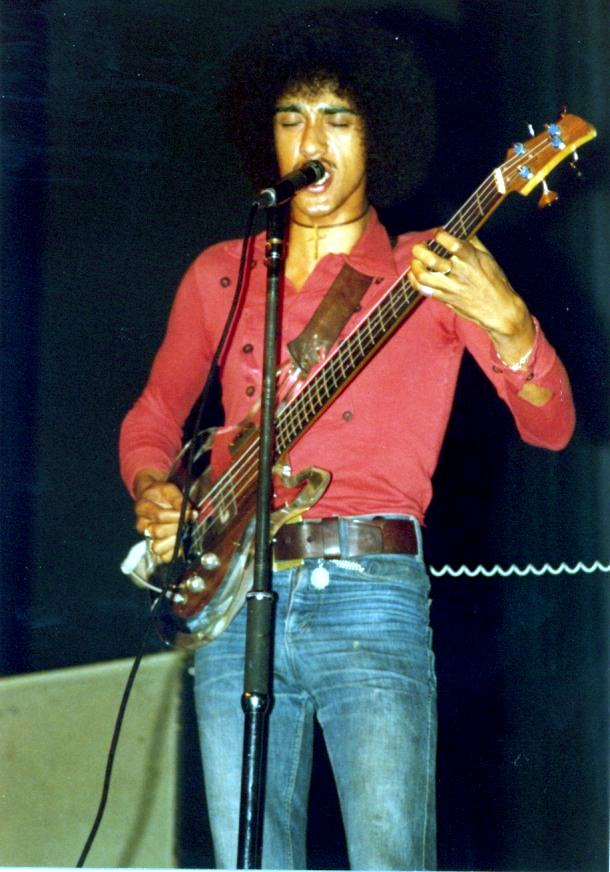
Phil Lynott en 1973.

Phil Lynott naît en Angleterre à West Bromwich d'un père, Cecil Parris, originaire de la Guyana (côte nord de l'Amérique du Sud) qu'il ne connaîtra pas et d'une mère adolescente, Philomena Lynott, Irlandaise. À l'âge de quatre ans, il est confié à sa grand-mère qui habite à Crumlin, une banlieue pauvre de Dublin. Il y passe une adolescence agitée, trainant avec des bandes de voyous et vivant la nuit. Ses vêtements flamboyants, sa gouaille et son charisme font du jeune Phil la coqueluche de son quartier. L'image de ce grand irlandais métis à la coupe afro est souvent réduite dans la presse à celle du « rocker » pur et dur : sexe, drogue et rock'n'roll. Aujourd'hui, avec le recul, ses excès sont de plus en plus mis sur le compte d'une personnalité, si ce n'est fragile, tout du moins affectée. La relecture de ses textes et leur mise en perspective montrent en effet un artiste au regard profond et, vers la fin de sa vie, conscient de sa propre détresse. À la différence de nombreux auteurs de la scène rock de son époque, il a eu à cœur d'écrire des textes qui, loin des clichés du genre, évoquaient des scènes réalistes de la vie comme la solitude, l'adolescence (Renegade), ou encore l'histoire de l'Irlande (Emerald, Black Rose), la condition des Noirs (Black Boy in the Corner, Ode to a Black Man), le massacre des Indiens (Genocide).

### Premiers groupes

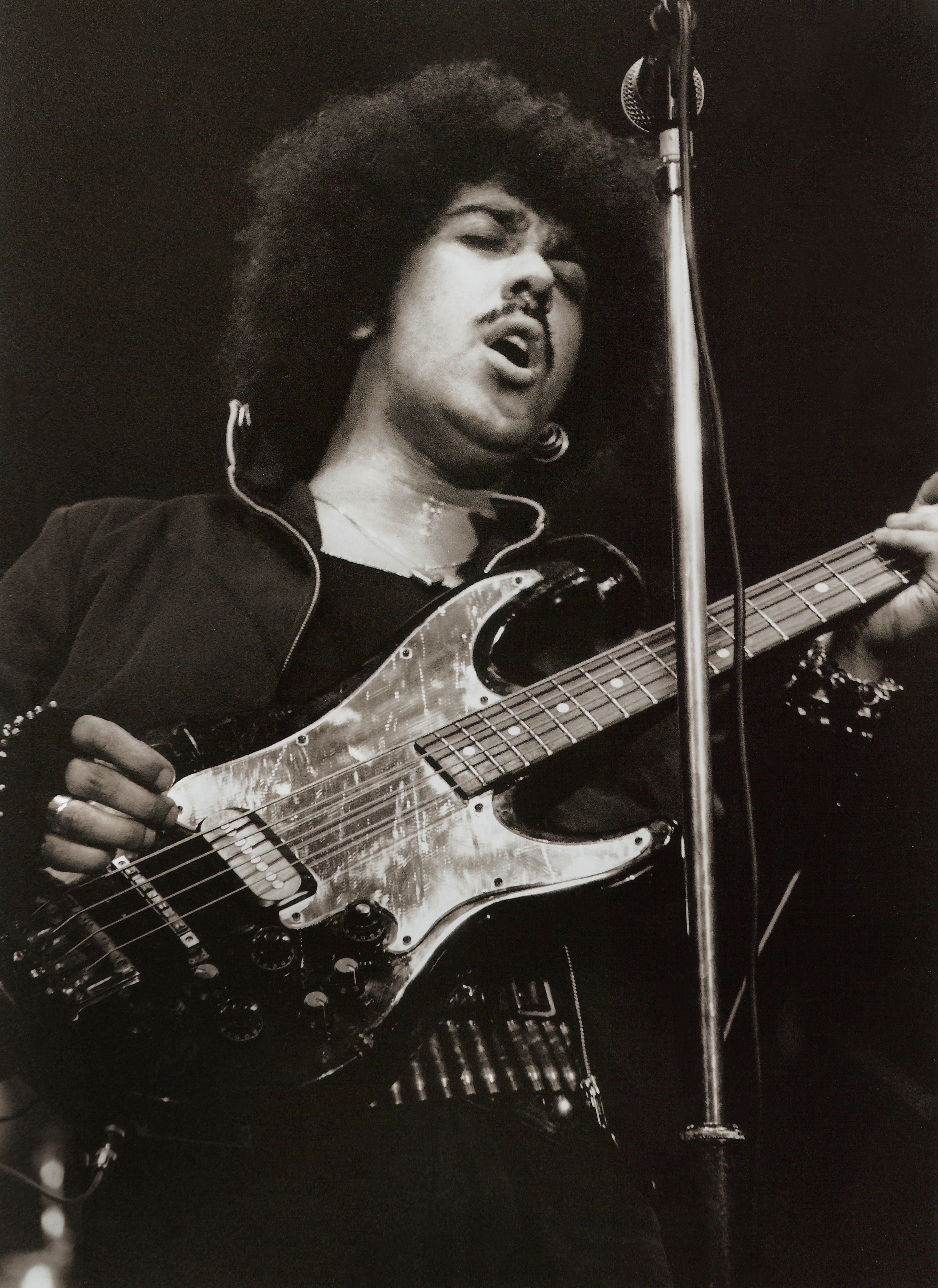
Phil Lynott en concert en 1983.

Dans les années 1960, Lynott commence à chanter dans un premier groupe, les Black Eagles. À cette époque, il se lie d'amitié avec Brian Downey. Plus tard, Lynott rejoint le groupe Kama Sutra avant de chanter dans Skid Row (à ne pas confondre avec un groupe américain du même nom). À la suite d'une absence temporaire pendant laquelle il a subi une ablation des amygdales, Lynott est lâché par Skid Row. Néanmoins Brendan « Brush » Shiels, le leader du groupe, lui offre une guitare basse qu'il avait acheté au musicien Robert Ballagh et lui paie quelques leçons pour l'aider. Lynott et Downey créent un nouveau groupe appelé Orphanage, avec le guitariste Joe Staunton et le bassiste Pat Quigley.

### Thin Lizzy
En 1969, Lynott et Downey quittent Orphanage pour former Thin Lizzy avec le guitariste Eric Bell et le claviériste Eric Wrixon. Bassiste chanteur, Lynott est l'auteur et le principal compositeur du groupe. Leur premier hit sort en 1973, avec une version rock de la chanson traditionnelle irlandaise Whiskey in the Jar, avec une couverture par l'artiste irlandais et ami, Jim Fitzpatrick. En 1976, le succès de l'album Jailbreak fait de Phil Lynott et de son groupe des superstars internationales. Le titre The Boys Are Back in Town est un tube : il atteint le top 10 au Royaume-Uni, en Irlande, au Canada et aux États-Unis.
Ayant finalement obtenu un succès grand public, Thin Lizzy entreprend plusieurs tournées mondiales consécutives. Le groupe poursuit sa carrière dans la continuité de Jailbreak avec la sortie d'une série d'albums à succès. En 1979, il enregistre A Merry Jingle, une chanson de Noël avec The Greedies, composé de Brian Downey et Scott Gorham de Thin Lizzy, accompagnés de Steve Jones et Paul Cook des Sex Pistols. L'année précédente, il avait joué aux côtés de Jones et Cook sur l'album solo So Alone de Johnny Thunders.

### En solo en parallèle
En 1980, alors que Thin Lizzy connait un succès considérable, Phil Lynott se lance en parallèle dans une carrière solo et sort l'album Solo in Soho et deux singles, Dear Miss Lonelyhearts et King's Call. Mark Knopfler tient la guitare sur ce dernier titre qui est un hommage à Elvis Presley. Son deuxième album solo, The Philip Lynott Album est un flop, malgré la présence du single Old Town (reprise depuis par The Corrs). La chanson Yellow Pearl (1982) se classe 14e au Royaume-Uni.

### Après la dissolution de Thin Lizzy

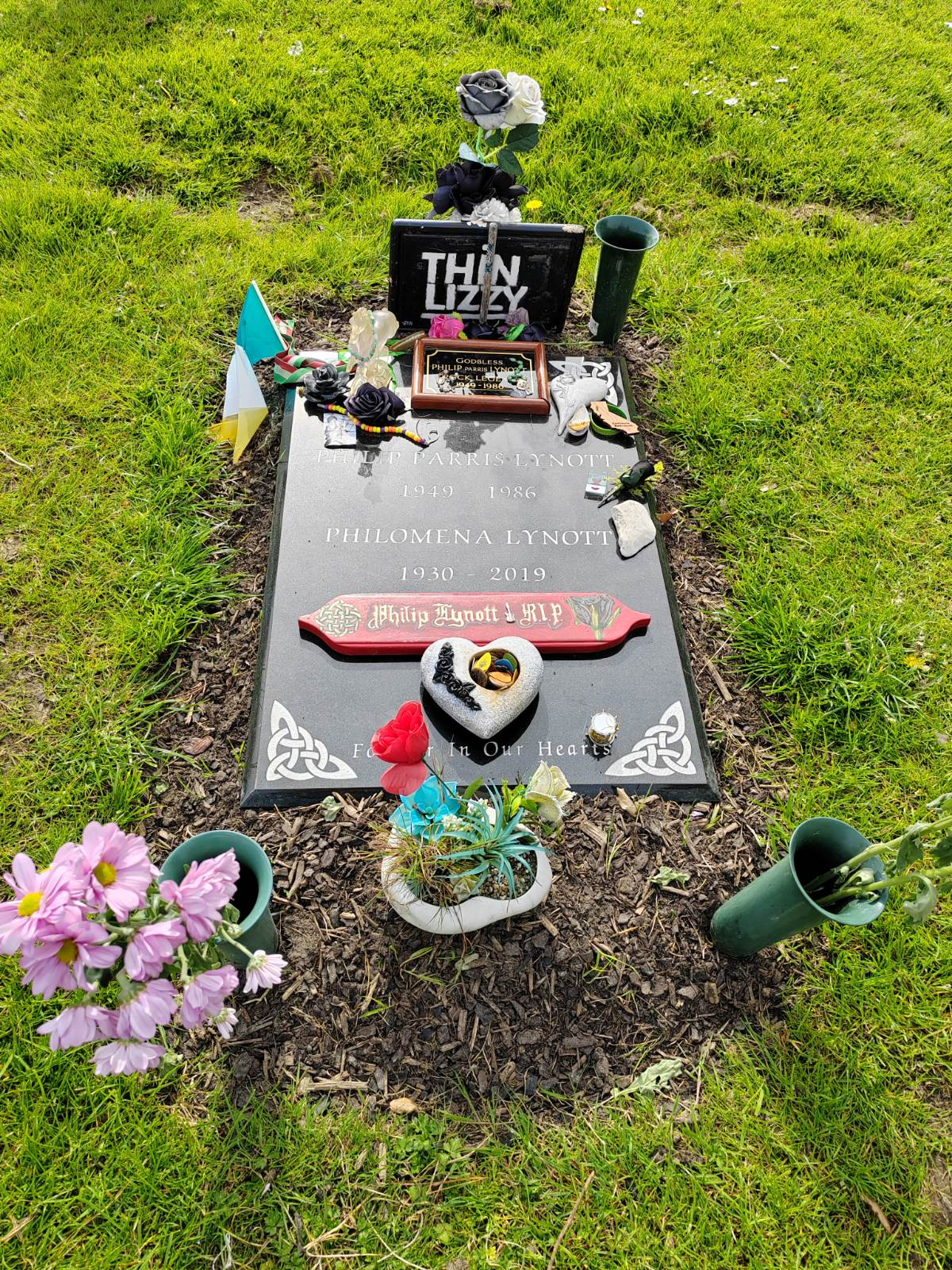
Tombe de Phil Lynott au St. Fintan's Cemetery de Howth.

En 1983, Thin Lizzy dissout, Lynott enregistre un medley rock'n'roll unique, We Are The Boys avec Roy Wood, Chas Hodges, et John Coghlan. Il collabore avec Gary Moore, un des anciens guitaristes du groupe, sur un certain nombre de morceaux, dont les singles Out in the Field (un n° 5 au Royaume-Uni en 1985) et Parisienne Walkways (n° 8. en 1978). En 1984, il forme un nouveau groupe, Grand Slam, avec Doish Nagle, Laurence Archer, Robbie Brennan et Mark Stanway.
Son dernier single, Nineteen, sorti quelques semaines avant sa mort. Tout au long de décembre 1985, Lynott en a fait la promotion dans des émissions de télévision. Le même mois, il donne sa dernière interview et parle de la possibilité de reformer Thin Lizzy.
Les dernières années, Lynott est dépendant des drogues et de l'alcool, le conduisant à son effondrement, le jour de Noël 1985, à son domicile de Kew. Sa femme Caroline (avec qui il s'était marié en 1980) le conduit dans une clinique proche de Warminster, où on lui diagnostique une septicémie. Il meurt d'insuffisance cardiaque due à une pneumonie et à une septicémie, dans une unité de soins intensifs, le 4 janvier 1986, à l'âge de 36 ans.

## Influence dans la musique
S'il n'a pas connu le succès mondial de Freddie Mercury avec Queen, avec qui il aura partagé une tournée américaine avec Thin Lizzy, en tant que support band, c'est qu'il n'aura fait guère de concessions commerciales durant sa carrière. Pourtant en 1977, il est l'une des rares personnalités de la scène rock anglaise à avoir eu les faveurs du mouvement Punk (collaboration Thin Lizzy/Sex Pistols à travers l'éphémère groupe Greedy Bastards) alors que ce mouvement musical transformait en cette année 1977 les gloires du rock en dinosaures à achever (Led Zeppelin, The Who, Deep Purple). 
Car Phil Lynott a, de l'avis de ses contemporains[réf. nécessaire], fait preuve d'un éclectisme visionnaire pour son époque. Bien avant l'arrivée de la nouvelle vague de groupes qui mélangeront rock, punk et funk dans les années 1990 (Red Hot Chili Peppers, Living Colour, etc.), il n'hésita pas à briser les barrières entre les genres musicaux et à travailler avec des personnalités aussi différentes que Midge Ure, Johnny Thunders, Mark Knopfler, John Helliwell ou encore Junior Giscombe. Le titre Military Man, enregistré à la fin de sa vie avec Gary Moore, nous en offre un bon exemple : guitare saturée, texte intelligent, break funky.
Sa démarche artistique, si elle a suscité le respect de ses pairs (voir sa collaboration avec quelques personnalités du mouvement punk), n'a pas toujours rencontré le succès commercial espéré. La complexité et l'originalité de son engagement musical, mais aussi son addiction aux drogues dures, expliquent sans doute les difficultés rencontrées durant sa carrière solo et avec son groupe Grand Slam après la séparation de Thin Lizzy.

## Œuvres
Il laissera derrière lui d'excellentes compositions avec son groupe Thin Lizzy, mais aussi deux albums solos de bonne facture qui, bien que décevant de nombreux fans à leur sortie, passent avec bonheur l’épreuve du temps ; pour preuve la reprise de Old Town par le groupe The Corrs. Metallica, U2, The Cure ont enregistré des reprises de ses chansons, en hommage à son talent et à sa singularité.

## Autre
Une statue a été érigée en son honneur en 2005 à Dublin, en Irlande.